# شهرستان وین (میشیگان)
شهرستان وین، میشیگان (به انگلیسی: Wayne County, Michigan) یک سکونتگاه مسکونی در ایالات متحده آمریکا است که در میشیگان واقع شده‌است.